# 82 mm moździerz 2B9 Wasilok
82 mm moździerz 2B9 Wasilok – ciągniony moździerz automatyczny konstrukcji radzieckiej wraz z samochodem GAZ-66-05 wchodzi w skład zestawu 2K21.
Przeznaczony jest do niszczenia i obezwładniania siły żywej i środków ogniowych ogniem pośrednim i bezpośrednim. 2B9 zaliczany jest do armatomoździerzy. Można strzelać z niego ogniem pojedynczym lub ciągłym. Stosowana amunicja to klasyczne moździerzowe naboje odłamkowe ZWO-1 o masie 3,1 kg oraz naboje odłamkowe z dodatkowym ładunkiem dalekonośnym.
2B9 działa na zasadzie krótkiego odrzutu lufy i jest zasilany z kaset, które mają pojemność 4 nabojów. W skład wyposażenia wchodzą 24 kasety. Można z niego strzelać również w warunkach nocnych, co umożliwia przyrząd oświetlający Łucz-PM2M. Moździerz wyposażony jest w celownik optyczny PAM-1.
Moździerz Wasilok w 1984 został wprowadzony do uzbrojenia polskich jednostek powietrznodesantowych.